# Marie Prudence Mbia Evoue
Marie Prudence Mbia Evoue, née le 4 mai 1990, est une taekwondoïste ivoirienne.

## Carrière
Marie Prudence Mbia Evoue est médaillée de bronze dans la catégorie des moins de 46 kg aux Championnats d'Afrique de taekwondo 2012 à Antananarivo.